# Nipponomarolia matsuyamensis
Nipponomarolia matsuyamensis là một loài bọ cánh cứng trong họ Melandryidae. Loài này được Miyatake miêu tả khoa học năm 1982.